# Kareli
Kareli è una suddivisione dell'India, classificata come nagar panchayat, di 25.035 abitanti, situata nel distretto di Narsinghpur, nello stato federato del Madhya Pradesh. In base al numero di abitanti la città rientra nella classe III (da 20.000 a 49.999 persone).

## Geografia fisica
La città è situata a 22° 55' 0 N e 79° 4' 0 E e ha un'altitudine di 348 m s.l.m..

## Società

### Evoluzione demografica
Al censimento del 2001 la popolazione di Kareli assommava a 25.035 persone, delle quali 13.170 maschi e 11.865 femmine. I bambini di età inferiore o uguale ai sei anni assommavano a 3.354, dei quali 1.796 maschi e 1.558 femmine. Infine, coloro che erano in grado di saper almeno leggere e scrivere erano 18.095, dei quali 10.308 maschi e 7.787 femmine.